# Xã Silver Creek, Quận Cowley, Kansas
Xã Silver Creek (tiếng Anh: Silver Creek Township) là một xã thuộc quận Cowley, tiểu bang Kansas, Hoa Kỳ. Năm 2010, dân số của xã này là 715 người.